# Episodi di Pappa e ciccia (sesta stagione)
La sesta stagione della serie televisiva Pappa e ciccia, venne trasmessa negli Stati Uniti sulla ABC dal 14 settembre 1993 al 24 maggio 1994.
In Italia, venne trasmessa su Canale 5 nel 1995.
| n° | Titolo originale                 | Prima TV USA      | Prima TV Italia |
| -- | -------------------------------- | ----------------- | --------------- |
| 1  | Two Down, One to Go              | 14 settembre 1993 | 1995            |
| 2  | The Mommy's Curse                | 21 settembre 1993 | 1995            |
| 3  | Party Politics                   | 28 settembre 1993 | 1995            |
| 4  | A Stash from the Past            | 5 ottobre 1993    | 1995            |
| 5  | Be My Baby                       | 19 ottobre 1993   | 1995            |
| 6  | Halloween V                      | 26 ottobre 1993   | 1995            |
| 7  | Homeward Bound                   | 2 novembre 1993   | 1995            |
| 8  | Guilt by Imagination             | 9 novembre 1993   | 1995            |
| 9  | Homecoming                       | 16 novembre 1993  | 1995            |
| 10 | Thanksgiving '93                 | 23 novembre 1993  | 1995            |
| 11 | The Driver's Seat                | 30 novembre 1993  | 1995            |
| 12 | White Trash Christmas            | 14 dicembre 1993  | 1995            |
| 13 | Suck Up or Shut Up               | 4 gennaio 1994    | 1995            |
| 14 | Busted                           | 11 gennaio 1994   | 1995            |
| 15 | David vs. Goliath                | 1º febbraio 1994  | 1995            |
| 16 | Everyone Comes to Jackie's       | 8 febbraio 1994   | 1995            |
| 17 | Don't Make Room for Daddy        | 15 febbraio 1994  | 1995            |
| 18 | Don't Ask, Don't Tell            | 1º marzo 1994     | 1995            |
| 19 | Labor Day                        | 8 marzo 1994      | 1995            |
| 20 | Past Imperfect                   | 22 marzo 1994     | 1995            |
| 21 | Lies My Father Told Me           | 29 marzo 1994     | 1995            |
| 22 | I Pray the Lord My Stove to Keep | 3 maggio 1994     | 1995            |
| 23 | Body by Jake                     | 10 maggio 1994    | 1995            |
| 24 | Isn't It Romantic?               | 17 maggio 1994    | 1995            |
| 25 | Altar Egos                       | 24 maggio 1994    | 1995            |